# Arctosa
Arctosa C.L. Koch, 1847 è un genere di ragni appartenente alla famiglia Lycosidae.

## Distribuzione
Le 168 specie note di questo genere sono state reperite in tutti i continenti, ad eccezione dell'Australia e dei poli.

## Tassonomia
Questo genere ha vari trascorsi tassonomici: è ritenuto sinonimo anteriore di Leaena Simon, 1885, a seguito di uno studio degli aracnologi Lugetti & Tongiorgi del 1965, mediante il trasferimento della specie tipo; anche di Arctosella Roewer, 1960d, dall'analisi degli esemplari tipo di Arctosa perita (Latreille, 1799), effettuata da Lugetti & Tongiorgi nel loro lavoro del 1965 con trasferimento della specie tipo (vedi anche il lavoro di Guy del 1966).
Considerato anche sinonimo anteriore di Tetrarctosa Roewer, 1960d, a seguito delle analisi effettuate sugli esemplari tipo di Tarentula brevispina Kulczyński, 1908 sempre da Lugetti & Tongiorgi nel loro lavoro del 1965, con trasferimento della specie tipo.
Inoltre è sinonimo anteriore di Tricca Simon, 1889 (a sua volta ritenuto sinonimo anteriore di Triccosta Roewer, 1960d, secondo l'analisi degli esemplari tipo di Tarentula japonica Bösenberg & Strand, 1906 effettuata dall'aracnologo Braun in un suo studio (1963a); anche se, secondo un lavoro degli aracnologi Oliger, Marusik & Koponen del 2002, Triccosta è da considerarsi nomen nudum in quanto Bösenberg e Strand nel 1906 non descrissero una nuova specie, bensì degli esemplari non correttamente identificati di Tricca japonica Simon), e di Arkalosula Roewer, 1960d, secondo le analisi sugli esemplari tipo di Arctosa sanctaerosae Gertsch & Wallace, 1935, effettuate dagli aracnologi Dondale & Redner in un loro lavoro (1983a).
Ancora è sinonimo anteriore di Bonacosa Roewer, 1960d (esemplari tipo analizzati di Lycosa meinerti (Thorell, 1875)) e di Leaenella Roewer 1960d (esemplari tipo analizzati di Trochosa intricaria C.L. Koch, 1847); queste ultime due analisi sono state effettuate dall'aracnologo Wunderlich in un suo lavoro (1984a).
Infine è sinonimo anteriore di Alopecosella Roewer, 1960d, secondo le analisi effettuate sugli esemplari tipo di Lycosa perspicax L. Koch, 1882 dagli aracnologi Bosmans & Van Keer in un loro lavoro (2002a); contra precedenti considerazioni sviluppate in un lavoro di Guy del 1996, dove è ritenuto sinonimo posteriore di Alopecosa Simon, 1885.
Non sono stati esaminati esemplari di questo genere dal 2015.
Attualmente, a luglio 2016, si compone di 168 specie e 3 sottospecie:
1. Arctosa albida (Simon, 1898) — Sudafrica
2. Arctosa albopellita (L. Koch, 1875) — Etiopia
3. Arctosa algerina Roewer, 1960 — Algeria
4. Arctosa aliusmodi (Karsch, 1880) — Polinesia
5. Arctosa alluaudi Guy, 1966 — Marocco
6. Arctosa alpigena (Doleschall, 1852) — Regione olartica
  - Arctosa alpigena lamperti Dahl, 1908 — Europa centrale e orientale
7. Arctosa amylaceoides (Schenkel, 1936) — Cina
8. Arctosa andina (Chamberlin, 1916) — Perù
9. Arctosa astuta (Gerstäcker, 1873) — Africa centrale
10. Arctosa atriannulipes (Strand, 1906) — Etiopia
11. Arctosa atroventrosa (Lenz, 1886) — Madagascar
12. Arctosa aussereri (Keyserling, 1877) — Porto Rico, Colombia
13. Arctosa bacchabunda (Karsch, 1884) — São Tomé
14. Arctosa bakva (Roewer, 1960) — Afghanistan
15. Arctosa berlandi (Caporiacco, 1949) — Africa orientale
16. Arctosa bicoloripes (Roewer, 1960) — Ruanda
17. Arctosa biseriata Roewer, 1960 — Repubblica Democratica del Congo
18. Arctosa bogotensis (Keyserling, 1877) — Colombia
19. Arctosa brauni (Strand, 1916) — Africa orientale
20. Arctosa brevialva (Franganillo, 1913) — Spagna
21. Arctosa brevispina (Lessert, 1915) — Africa centrale e orientale
22. Arctosa camerunensis Roewer, 1960 — Camerun
23. Arctosa capensis Roewer, 1960 — Sudafrica
24. Arctosa chungjooensis Paik, 1994 — Corea
25. Arctosa cinerea (Fabricius, 1777)[2]  — Regione paleartica, Congo
  - Arctosa cinerea obscura (Franganillo, 1913) — Spagna
26. Arctosa coreana Paik, 1994 — Corea
27. Arctosa daisetsuzana (Saito, 1934) — Giappone
28. Arctosa danzhounensis Barrion, Barrion-Dupo, Catindig, Villareal, Cai, Yuan & Heong, 2013 — Cina
29. Arctosa darountaha Roewer, 1960 — Afghanistan
30. Arctosa denticulata Jiménez & Dondale, 1984 — Messico
31. Arctosa depectinata (Bösenberg & Strand, 1906) — Cina, Giappone
32. Arctosa depuncta (O. P.-Cambridge, 1876) — Libia, Egitto
33. Arctosa deserta (O. P.-Cambridge, 1872) — Siria
34. Arctosa dissonans (O. P.-Cambridge, 1872) — Siria
35. Arctosa ebicha Yaginuma, 1960 — Cina, Corea, Giappone
36. Arctosa edeana Roewer, 1960 — Camerun
37. Arctosa emertoni Gertsch, 1934 — USA, Canada
38. Arctosa ephippiata Roewer, 1960 — Camerun
39. Arctosa epiana (Berland, 1938) — Nuove Ebridi
40. Arctosa erythraeana Roewer, 1960 — Etiopia
41. Arctosa excellens (Simon, 1876) — Portogallo, Spagna
42. Arctosa fessana Roewer, 1960 — Libia
43. Arctosa figurata (Simon, 1876) — Europa, Russia
44. Arctosa frequentissima Caporiacco, 1947 — Africa centrale e orientale
45. Arctosa fujiii Tanaka, 1985 — Cina, Giappone
46. Arctosa fulvolineata (Lucas, 1846) — Europa, Africa settentrionale
47. Arctosa fusca (Keyserling, 1877) — America centrale, Indie occidentali
48. Arctosa gougu Chen & Song, 1999 — Cina
49. Arctosa hallasanensis Paik, 1994 — Corea
50. Arctosa harraria Roewer, 1960 — Etiopia
51. Arctosa hikosanensis Tanaka, 1985 — Giappone
52. Arctosa himalayensis Tikader & Malhotra, 1980 — India
53. Arctosa hottentotta Roewer, 1960 — Namibia
54. Arctosa humicola (Bertkau, 1880) — Brasile, Guyana
55. Arctosa hunanensis Yin, Peng & Bao, 1997 — Cina
56. Arctosa inconspicua (Bryant, 1948) — Hispaniola
57. Arctosa indica Tikader & Malhotra, 1980 — India, Cina
58. Arctosa insignita (Thorell, 1872) — USA, Canada, Alaska, Groenlandia, Russia
59. Arctosa intricaria (C. L. Koch, 1847) — Mediterraneo
60. Arctosa ipsa (Karsch, 1879) — Russia, Corea, Giappone
61. Arctosa janetscheki Buchar, 1976 — Nepal
62. Arctosa kadjahkaia Roewer, 1960 — Afghanistan
63. Arctosa kansuensis (Schenkel, 1936) — Cina
64. Arctosa kassenjea (Strand, 1913) — Africa centrale e orientale
65. Arctosa kawabe Tanaka, 1985 — Russia, Giappone
66. Arctosa kazibana Roewer, 1960 — Congo
67. Arctosa keniana (Roewer, 1960) — Congo
68. Arctosa keumjeungsana Paik, 1994 — Russia, Corea
69. Arctosa khudiensis (Sinha, 1951) — India, Cina
70. Arctosa kiangsiensis (Schenkel, 1963) — Cina
71. Arctosa kirkiana (Strand, 1913) — Africa centrale e orientale
72. Arctosa kiwuana (Strand, 1913) — Africa centrale e orientale
73. Arctosa kolosvaryi (Caporiacco, 1947) — Etiopia
74. Arctosa kwangreungensis Paik & Tanaka, 1986 — Cina, Corea
75. Arctosa labiata Tso & Chen, 2004 — Taiwan
76. Arctosa laccophila (Simon, 1910) — Guinea-Bissau
77. Arctosa lacupemba (Roewer, 1960) — Congo
78. Arctosa lacustris (Simon, 1876) — Isole Canarie, Mediterraneo
79. Arctosa lagodechiensis Mcheidze, 1997 — Georgia
80. Arctosa lama Dondale & Redner, 1983 — USA, Canada
81. Arctosa laminata Yu & Song, 1988 — Cina, Giappone
82. Arctosa lawrencei (Roewer, 1960) — Sudafrica
83. Arctosa leaeniformis (Simon, 1910) — Botswana
84. Arctosa leopardus (Sundevall, 1833) — Regione paleartica
85. Arctosa lesserti Reimoser, 1934 — India
86. Arctosa letourneuxi (Simon, 1885) — dal Marocco alla Tunisia
87. Arctosa lightfooti (Purcell, 1903) — Sudafrica
88. Arctosa litigiosa Roewer, 1960 — Congo, Tanzania
89. Arctosa littoralis (Hentz, 1844) — America settentrionale e centrale
90. Arctosa liujiapingensis Yin et al., 1997 — Cina
91. Arctosa lutetiana (Simon, 1876) — Europa, Russia
92. Arctosa maculata (Hahn, 1822) — Europa, Russia
93. Arctosa maderana Roewer, 1960 — Madeira
94. Arctosa marfieldi Roewer, 1960 — Camerun
95. Arctosa marocensis Roewer, 1960 — Marocco
96. Arctosa meinerti (Thorell, 1875) — Algeria
97. Arctosa meitanensis Yin et al., 1993 — Cina
98. Arctosa minuta F. O. P.-Cambridge, 1902 — dagli USA alla Guyana
99. Arctosa mittensa Yin et al., 1993 — Cina
100. Arctosa mossambica Roewer, 1960 — Mozambico
101. Arctosa mulani (Dyal, 1935) — India, Pakistan
102. Arctosa nava Roewer, 1955 — Iran
103. Arctosa niccensis (Strand, 1907) — Giappone
104. Arctosa ningboensis Yin, Bao & Zhang, 1996 — Cina
105. Arctosa nivosa (Purcell, 1903) — Sudafrica
106. Arctosa nonsignata Roewer, 1960 — Congo
107. Arctosa nyembeensis (Strand, 1916) — Africa orientale
108. Arctosa obscura Denis, 1953 — Yemen
109. Arctosa oneili (Purcell, 1903) — Sudafrica
110. Arctosa otaviensis Roewer, 1960 — Namibia
111. Arctosa pardosina (Simon, 1898) — Uzbekistan
112. Arctosa pargongensis Paik, 1994 — Corea
113. Arctosa pelengea Roewer, 1960 — Congo
114. Arctosa perita (Latreille, 1799) — Regione olartica
  - Arctosa perita arenicola (Simon, 1937) — Francia
115. Arctosa personata (L. Koch, 1872) — Mediterraneo occidentale
116. Arctosa pichoni Schenkel, 1963 — Cina
117. Arctosa picturella (Strand, 1906) — Etiopia
118. Arctosa poecila Caporiacco, 1939 — Etiopia
119. Arctosa politana Roewer, 1960 — Etiopia
120. Arctosa promontorii (Pocock, 1900) — Sudafrica
121. Arctosa pseudoleopardus Ponomarev, 2007 — Russia
122. Arctosa pugil (Bertkau, 1880) — Brasile
123. Arctosa pungcheunensis Paik, 1994 — Corea
124. Arctosa quadripunctata (Lucas, 1846) — Africa settentrionale
125. Arctosa quinquedens Dhali et al., 2012 — India
126. Arctosa raptor (Kulczynski, 1885) — Russia, Nepal, USA, Canada
127. Arctosa ravida Ponomarev, 2007 — Kazakistan
128. Arctosa recurva Yu & Song, 1988 — Cina
129. Arctosa renidescens Buchar & Thaler, 1995 — Europa centrale
130. Arctosa ripaecola (Roewer, 1960) — Tanzania
131. Arctosa rubicunda (Keyserling, 1877) — USA, Canada
132. Arctosa rufescens Roewer, 1960 — Camerun
133. Arctosa sanctaerosae Gertsch & Wallace, 1935 — USA
134. Arctosa sandeshkhaliensis Majumder, 2004 — India
135. Arctosa sapiranga Silva & Lise, 2009 — Brasile
136. Arctosa schensiensis Schenkel, 1963 — Cina
137. Arctosa schweinfurthi (Strand, 1906) — Etiopia
138. Arctosa scopulitibiis (Strand, 1906) — Etiopia
139. Arctosa serii Roth & Brown, 1976 — Messico
140. Arctosa serrulata Mao & Song, 1985 — Cina
141. Arctosa similis Schenkel, 1938 — Isole Canarie, Marocco, dal Portogallo alla Croazia
142. Arctosa simoni Guy, 1966 — Turchia
143. Arctosa sjostedti Roewer, 1960 — Tanzania
144. Arctosa sordulenta (Thorell, 1899) — Camerun
145. Arctosa springiosa Yin et al., 1993 — Cina
146. Arctosa stigmosa (Thorell, 1875) — Francia, dalla Norvegia all'Ucraina
147. Arctosa subamylacea (Bösenberg & Strand, 1906) — Kazakistan, Cina, Corea, Giappone
148. Arctosa swatowensis (Strand, 1907) — Cina
149. Arctosa tanakai Barrion & Litsinger, 1995 — Filippine
150. Arctosa tappaensis Gajbe, 2004 — India
151. Arctosa tbilisiensis Mcheidze, 1946 — Bulgaria, dalla Grecia alla Georgia
152. Arctosa tenuissima (Purcell, 1903) — Sudafrica
153. Arctosa testacea Roewer, 1960 — Tanzania
154. Arctosa togona Roewer, 1960 — Togo
155. Arctosa transvaalana Roewer, 1960 — Sudafrica
156. Arctosa tridens (Simon, 1937) — Algeria
157. Arctosa tridentata Chen & Song, 1999 — Cina
158. Arctosa truncata Tso & Chen, 2004 — Taiwan
159. Arctosa upembana Roewer, 1960 — Congo
160. Arctosa vaginalis Yu & Song, 1988 — Cina
161. Arctosa variana C. L. Koch, 1847 — dal Mediterraneo all'Asia centrale
162. Arctosa villica (Lucas, 1846) — Mediterraneo occidentale
163. Arctosa virgo (Chamberlin, 1925) — USA
164. Arctosa wittei Roewer, 1960 — Congo, Tanzania
165. Arctosa workmani (Strand, 1909) — Paraguay
166. Arctosa xunyangensis Wang & Qiu, 1992 — Cina
167. Arctosa yasudai (Tanaka, 2000) — Giappone
168. Arctosa ziyunensis Yin, Peng & Bao, 1997 — Cina

### Specie trasferite
1. Arctosa annulipes (L. Koch, 1875); trasferita al genere Trochosa C. L. Koch, 1847[1].
2. Arctosa brevis (Denis, 1953); trasferita al genere Hogna Simon, 1885.
3. Arctosa chengta (Fox, 1935); trasferita al genere Pardosa C. L. Koch, 1847.
4. Arctosa dolosa (O. Pickard-Cambridge, 1873); trasferita al genere Dolocosa Roewer, 1960.
5. Arctosa dregei (Purcell, 1903); trasferita al genere Proevippa Purcell, 1903.
6. Arctosa furtiva Gertsch, 1934; trasferita al genere Allocosa Banks, 1900.
7. Arctosa garamantica (Caporiacco, 1936); trasferita al genere Trochosa C. L. Koch, 1847.
8. Arctosa gigantea (Gertsch, 1934); trasferita al genere Pirata Sundevall, 1833.
9. Arctosa konei (Berland, 1924); trasferita al genere Venatrix Roewer, 1960.
10. Arctosa mexicana (Banks, 1898); trasferita al genere Allocosa Banks, 1900.
11. Arctosa mongolica Schenkel, 1963; trasferita al genere Xerolycosa Dahl, 1908.
12. Arctosa mulaiki Gertsch, 1934; trasferita al genere Allocosa Banks, 1900.
13. Arctosa pelusiaca (Audouin, 1826); trasferita al genere Alopecosa Simon, 1885.
14. Arctosa phegeia (Simon, 1909); trasferita al genere Kangarosa Framenau, 2010.
15. Arctosa renidens (Simon, 1876); trasferita al genere Alopecosa Simon, 1885.
16. Arctosa subcoelestis (Fox, 1935); trasferita al genere Lycosa Latreille, 1804
17. Arctosa tremula (Simon, 1899); trasferita al genere Anoteropsis L. Koch, 1878

### Sinonimi
1. Arctosa albohastata (Emerton, 1894); posta in sinonimia con A. alpigena (Doleschall, 1852) a seguito di un lavoro degli aracnologi Dondale & Redner (1983a), contra un analogo lavoro di Roewer (1955c)[1].
2. Arctosa amylacea (C. L. Koch, 1838); trasferita dall'ex-genere Lycorma (oggi denominato Hogna) e posta in sinonimia con A. maculata (Hahn, 1822) a seguito di un lavoro degli aracnologi Lugetti & Tongiorgi del 1965.
3. Arctosa binalis Yu & Song, 1988; posta in sinonimia con A. depectinata (Bösenberg & Strand, 1906) a seguito di un lavoro degli aracnologi Wang, Marusik & Zhang del 2012.
4. Arctosa brevispina (Kulczynski, 1908); posta in sinonimia con A. leopardus (Sundevall, 1833) a seguito di un lavoro degli aracnologi Lugetti & Tongiorgi del 1965.
5. Arctosa cervina Schenkel, 1936; posta in sinonimia con A. subamylacea (Bösenberg & Strand, 1906) a seguito di un lavoro dell'aracnologo Paik (1994c), dopo analoghe considerazioni svolte da Zhang nel 1987.
6. Arctosa cheluncata Petrunkevitch, 1925; posta in sinonimia con A. minuta F. O. Pickard-Cambridge, 1902 a seguito di uno studio degli aracnologi Dondale & Redner (1983a).
7. Arctosa cinerea minor Guy, 1966; posta in sinonimia con A. similis Schenkel, 1938 a seguito di uno studio degli aracnologi Buchar, Knoflach & Thaler del 2006.
8. Arctosa imperiosa Gertsch, 1933; trasferita dal genere Crocodilosa e posta in sinonimia con A. rubicunda (Keyserling, 1877) a seguito di un lavoro degli aracnologi Dondale & Redner (1983a).
9. Arctosa japonica (Bösenberg & Strand, 1906); posta in sinonimia con A. ipsa (Karsch, 1879) a seguito di un lavoro dell'aracnologo Braun (1963a), quando gli esemplari erano denominati Tricca japonica Simon.
10. Arctosa japonica (Simon, 1889); posta in sinonimia con A. ipsa (Karsch, 1879) a seguito di un lavoro dell'aracnologo Tanaka del 1980, quando gli esemplari appartenevano all'ex-genere Tricca.
11. Arctosa kobayashii Yaginuma, 1960; posta in sinonimia con A. subamylacea (Bösenberg & Strand, 1906) a seguito di un lavoro dell'aracnologo Yaginuma (1986a).
12. Arctosa kozarovi Buchar, 1968; posta in sinonimia con A. tbilisiensis Mcheidze, 1946 a seguito di uno studio dell'aracnologo Ovtsharenko del 1979.
13. Arctosa lenzi (Roewer, 1951); posta in sinonimia con A. atroventrosa (Lenz, 1886) a seguito di un lavoro dell'aracnologo Roewer (1960d).
14. Arctosa lucorum (L. Koch, 1877); posta in sinonimia con A. lutetiana (Simon, 1876) a seguito di un lavoro dell'aracnologo Braun (1963a), quando gli esemplari appartenevano all'ex-genere Tricca.
15. Arctosa mayi (Strand, 1911); posta in sinonimia con A. lacustris (Simon, 1876) a seguito di un lavoro dell'aracnologo Wunderlich (1992a).
16. Arctosa panamana Petrunkevitch, 1925; posta in sinonimia con A. littoralis (Hentz, 1844) a seguito di un lavoro degli aracnologi Dondale & Redner (1983a).
17. Arctosa perita latithorax Lugetti & Tongiorgi, 1965; posta in sinonimia con A. variana C. L. Koch, 1847 a seguito di uno studio degli aracnologi Buchar, Knoflach & Thaler del 2006, contra un analogo lavoro di Dondale & Redner (1983a).
18. Arctosa perspicax (L. Koch, 1882); posta in sinonimia con A. fulvolineata (Lucas, 1846) a seguito di un lavoro degli aracnologi Bosmans & Van Keer (2012a).
19. Arctosa quinaria (Emerton, 1894); posta in sinonimia con A. raptor (Kulczynski, 1885) a seguito di un lavoro degli aracnologi Dondale & Redner (1983a).
20. Arctosa sabulonum (L. Koch, 1877); trasferita dall'ex-genere Lycorma (oggi denominato Hogna e posta in sinonimia con A. figurata (Simon, 1876) a seguito di un lavoro degli aracnologi Fuhn & Niculescu-Burlacu del 1971.
21. Arctosa soror (Simon, 1889); posta in sinonimia con A. variana C. L. Koch, 1847 a seguito di uno studio dell'aracnologo Guy del 1966.
22. Arctosa strandi (Caporiacco, 1940); posta in sinonimia con A. personata (L. Koch, 1872) a seguito di un lavoro degli aracnologi Lugetti & Tongiorgi del 1966.
23. Arctosa subhirsuta (L. Koch, 1882); trasferita dal genere Lycosa e posta in sinonimia con A. lacustris (Simon, 1876) a seguito di un lavoro degli aracnologi Bosmans & Van Keer (2012a).
24. Arctosa subhirsutella (Roewer, 1955); trasferita dal genere Alopecosa e posta in sinonimia con A. lacustris (Simon, 1876) a seguito di un lavoro dell'aracnologo Roewer (1960d), quando gli esemplari erano denominati Lycosa subhirsuta.
25. Arctosa subterranea (L. Koch, 1882); posta in sinonimia con A. fulvolineata (Lucas, 1846) a seguito di un lavoro degli aracnologi Lugetti & Tongiorgi del 1965.
26. Arctosa trifida F. O. Pickard-Cambridge, 1902; posta in sinonimia con A. littoralis (Hentz, 1844) a seguito di un lavoro degli aracnologi Dondale & Redner (1983a).
27. Arctosa turbida Rosca, 1935; trasferita dal genere Lycosa e posta in sinonimia con A. stigmosa (Thorell, 1875) a seguito di un lavoro degli aracnologi Fuhn & Niculescu-Burlacu del 1971.

### Nomina dubia
- Arctosa misella (L. Koch, 1882); esemplare juvenile reperito sull'isola di Maiorca: in origine ascritto al genere Lycosa, trasferita in Arctosa a seguito di un lavoro di Roewer (1955c). A seguito di uno studio degli aracnologi Bosmans & Van Keer (2012a) è da ritenersi nomen dubium[1].